# Metilheksanamin
Metilheksanamin (DMAA), vrsta psihotropne tvari. Uvrštena je u Hrvatskoj na temelju Zakona o suzbijanju zlouporabe droga na Popis droga, psihotropnih tvari i biljaka iz kojih se može dobiti droga te tvari koje se mogu uporabiti za izradu droga, pod Popis droga i biljaka iz kojih se može dobiti droga, pod 2. Popis psihotropnih tvari i biljaka, Odjeljak 1 - Psihotropne tvari sukladno Popisu 1. Konvencije UN-a o psihotropnim tvarima iz 1971. godine. Kemijsko ime je 1,3-dimetilpentanamin.
Metilheksanamin je i legalni dodatak prehrani, ali zbog gornjih svojstava je kontrolirana tvar.